# Język mordwiński
Język mordwiński – język ugrofiński z podgrupy wołżańskiej, używany przez 800 tys. – 1 mln Mordwinów, zamieszkujących położoną na wschodnim skrawku europejskiej części Rosji Republikę Mordowii oraz sąsiednie republiki i obwody. 
Wielu językoznawców uważa, iż nie ma jednego języka mordwińskiego, lecz dwa odrębne języki: język erzja i język moksza. Spośród nich większe znaczenie ma dialekt/język erzja, używany przez ok. 60% osób posługujących się językiem mordwińskim.
Język mordwiński jest kontynuacją prajęzyka proto-ugro-fińskiego, używanego w I tys. p.n.e. przez plemiona ugrofińskie zamieszkujące płn.- wsch. Europę. Na jego rozwój silny wpływ wywarł język rosyjski; w mniejszym stopniu – języki tureckie.
Język mordwiński jest językiem urzędowym w Mordowii, ponadto jego użytkownicy żyją w Tatarstanie, Baszkirii, a także w obwodach: orenburskim, penzeńskim, riazańskim, samarskim, saratowskim i tambowskim, oraz na dalekim wschodzie, a poza granicami Rosji – w USA. 
Cechą charakterystyczną języka, podobnie jak innych języków ugrofińskich, jest duża liczba przypadków: dialekt moksza posiada ich 12, a erzja – 11. 
Do zapisu języka stosowany jest alfabet cyrylicki, oparty na rosyjskim.
W 2009 roku władze Republiki Mordowii zaproponowały stworzenie wspólnego pisanego języka mordwińskiego, który miałby zastąpić języki erzja i moksza od 2014 i tym samym przyczynić się do „mordwinizacji” ludności (zatrzymania procesów asymilacyjnych; Mordwini asymilują się obecnie najszybciej w Europie). Pomysł ten jest kontynuacją idei z lat 30. XX wieku. Spotkał się z powszechną niechęcią.